# Hedychium muanwongyathiae
Hedychium muanwongyathiae är en enhjärtbladig växtart som beskrevs av Chayan Picheansoonthon och Wongsuwan. Hedychium muanwongyathiae ingår i släktet Hedychium och familjen Zingiberaceae. Inga underarter finns listade i Catalogue of Life.